# Sixeonotus nicholi
Sixeonotus nicholi är en insektsart som beskrevs av Knight 1928. Sixeonotus nicholi ingår i släktet Sixeonotus och familjen ängsskinnbaggar. Inga underarter finns listade i Catalogue of Life.